# Šmartno v Rožni dolini
Šmartno v Rožni dolini je naselje u slovenskoj Općini Celju. Šmartno v Rožni dolini se nalazi u pokrajini Štajerskoj i statističkoj regiji Savinjskoj. 

## Stanovništvo
Prema popisu stanovništva iz 2002. godine naselje je imalo 294 stanovnika.